# Janusz Krasoń
Janusz Mirosław Krasoń (Jawor; 15 de Setembro de 1956 —) é um político da Polónia. Ele foi eleito para a Sejm em 25 de Setembro de 2005 com 15162 votos em 3 no distrito de Wrocław, candidato pelas listas do partido Sojusz Lewicy Demokratycznej.
Ele também foi membro da Sejm 2001-2005.